# Carnaval de Mazatlán
El Carnaval Internacional de Mazatlán es un evento cultural realizado en Mazatlán, Sinaloa, entre los meses de febrero y marzo abarcando los seis días anteriores al miércoles de ceniza. Con más de un siglo de historia el carnaval mazatleco cuenta con características propias que lo diferencian del resto, dándole una identidad única que le da forma a la cultura de quienes lo realizan. Durante el 2021 la pandemia del COVID-19 no permitió que se realizará la fiesta multitudinaria, esta fue la sexta vez en todos sus años de historia que ha sido cancelado, dos más por pandemias como el cólera y la peste bubónica y tres más por falta de recursos monetarios entre los años 1910 y 1930.

## Personajes
Desde hace varias décadas todos los carnavales mazatlecos cuentan con cinco personajes recurrentes que forman su nobleza, cada uno con sus funciones, eventos especiales y carros alegóricos.
El primero en aparecer en el año de 1898 fue el Rey de la Alegría, conocido entonces como Rey del Carnaval o Rey de la Locura. El primero en ostentar dicho título fue Gerardo de la Vega, un porteño conocido por sus constantes juergas y su activa participación en las Fiestas de la Harina. Tras la aparición de la Reina del Carnaval sus apariciones fueron decayendo hasta desaparecer oficialmente entre 1929 y 1964, época a la que los historiadores del carnaval han llamado del Rey Feo, título popular con el que se conocían a ciertos personajes que podían ostentar este título por varios años, destacando personajes como El Chato Gurrola y El Pácharo. Finalmente con su vuelta intermitente después de 1965, fue ganando constancia e importancia hasta que en 1983 se declaró su cambio de nombre al que conocemos actualmente. Los Reyes del Carnaval, a diferencia de sus homólogas reales, se distinguen por su carácter popular y picaresco, siendo una farsa de las realezas a las que sus reinas imitan con elegancia. Otra diferencia de este personaje es que no se cuantifican sus reinados por nombre, como las reinas, sino por apodo, no habiendo hasta ahora ninguno que se repite. Este título es el único que no solo lo han ostentado personas, sino también agrupaciones como la banda El Recodo en 2009.
La Reina del Carnaval aparece solo dos años después que el Rey, Winifred Farmer, americana de nacimiento, sería elegida para ser la primera portadora de este título que en su origen fungía solo como consorte del Rey, el protagonista del carnaval. No obstante, con el tiempo las reinas fueron ganando fanáticos para el todavía joven festejo entre aquellos que habían conocido poco o nada las fiestas de la harina, su figura se independiza de la del Rey, quién comienza a declinar de forma intermitente. A partir de 1929 la Reina presidiría por varios años su carnaval a solas, acompañada en ocasiones por las otras reinas que aparecían y desaparecían en cada década, ostentando incluso el título de Reina de los Juegos Florales en diversas ocasiones, cuando este ya se había quedado fijo en los festejos mazatlecos. Actualmente la Reina del Carnaval es el puesto con más aspirantes de los cinco existentes, realizándose para la selección final diferentes certámenes en donde se ponderan la elegancia, inteligencia y belleza de las candidatas. Además de presidir los días del carnaval y participar en diversos eventos durante un año, la Reina es la primera y, generalmente, la única en ser invitada para celebrar su vigésimo quinto y quincuagésimo aniversario de su reinado con un especial homenaje. 
Al contrario de lo que muchos suelen pensar, el título de Reina de los Juegos Florales es mucho más que el puesto de la segunda finalista a Reina del Carnaval. Cuando su primera titular, Margarita Cruz, ganó esta presea en 1925 los Juegos Florales no formaban parte del Carnaval de Mazatlán, por lo tanto era independiente de aquellas elecciones. Sería hasta 1928 que este certamen se integra formalmente a los festejos carnavalescos, estipulándose en 1937 que su portadora habría de ser la sustituta de la Reina, aunque esta última lo ostentaría en 1928, 1934, 1945, 1947, de 1951 a 1955 y de 1958 a 1960. Además de suplir a la Reina en algunos eventos a los que ella no puede asistir, inclusive en sus homenajes de plata y oro, esta preside, como su título lo indica, todos los eventos culturales enmarcados en los Juegos Florales, siendo coronada por el ganador al Premio Clemencia Isaura, a quién después le toca recibir de manos de esta soberana la Flor Natural a su obra. La Reina de los Juegos Florales representa el rostro artístico y poético del carnaval, rodeada de música y danza.
Los niños y niñas que participaban en los primeros desfiles al lado de los reyes, definiendo la estampa familiar del carnaval, tuvieron a su primera Reina Infantil en 1921, otorgado entonces a Evangelina Díaz de León. El título desaparecería pocos años después, en 1928, dando lugar a una versión del carnaval para niños, organizada días después del principal, volviendo a integrarse de forma definitiva a la fiesta mazatleca hasta 1968. En algunas ocasiones estuvieron acompañadas por la versión infantil del Rey de la Alegría, aunque este título no sobrevivió a los años, a diferencia del de la Reina de la Poesía, versión infantil de la Reina de los Juegos Florales, la cual es coronada por la máxima soberana del carnaval mazatleco. Los eventos en los ambas participan siguen siendo, como en sus orígenes, la oportunidad para que padres e hijos participen de las tradiciones carnavalescas dándole un rostro más familiar al mismo. 
| Año  | Tema                                              | Reina del Carnaval                        | Rey de la Alegría                        | Reina de los Juegos Florales              | Reina Infantil                                            |
| ---- | ------------------------------------------------- | ----------------------------------------- | ---------------------------------------- | ----------------------------------------- | --------------------------------------------------------- |
| 1898 |                                                   |                                           | Gerardo de la Vega                       |                                           |                                                           |
| 1899 |                                                   |                                           | Tito Ahuja (Tito I)                      |                                           |                                                           |
| 1900 |                                                   | Winifred Farmer (Winifred I)              | Teodoro Maldonado (Teodorico I)          |                                           |                                                           |
| 1901 |                                                   | Adela Abasolo (Adela I)                   | Enrique Coppel Rivas                     |                                           |                                                           |
| 1902 |                                                   | Guadalupe Maldonado (Guadalupe I)         | Demetrio Sotomayor (Dimitrix I)          |                                           |                                                           |
| 1903 |                                                   |                                           |                                          |                                           |                                                           |
| 1904 |                                                   |                                           | Francisco A. González (Francisco I)      |                                           |                                                           |
| 1905 |                                                   | María del Refugio Munguía (María I)       | Carlos Z. Rodríguez (Carolus I)          |                                           |                                                           |
| 1906 |                                                   |                                           |                                          |                                           |                                                           |
| 1907 |                                                   | Elvira Rivas (Elvira I)                   | Guillermo Laveaga (Memo Momo Barrabas I) |                                           |                                                           |
| 1908 |                                                   | Adela Abasolo (repite)                    | Antonio Rivero                           |                                           |                                                           |
| 1909 |                                                   | Elvira Rivas (Elvira I)                   | Julio César                              |                                           |                                                           |
| 1910 |                                                   | Guadalupe Savin (Guadalupe II)            |                                          |                                           |                                                           |
| 1911 |                                                   | Teresa Lewells (Teresa I)                 |                                          |                                           |                                                           |
| 1912 |                                                   |                                           |                                          |                                           |                                                           |
| 1913 |                                                   | Elena Coppel Rivas (Elena I)              | Tomás de Rueda                           |                                           |                                                           |
| 1914 |                                                   | Margarita Labastida (Margarita I)         | Luis Felipe Puig Casauranc               |                                           |                                                           |
| 1915 |                                                   |                                           |                                          |                                           |                                                           |
| 1916 |                                                   |                                           |                                          |                                           |                                                           |
| 1917 |                                                   | Susana Beltrán (Susana I)                 | Ángel Damy                               |                                           |                                                           |
| 1918 |                                                   | María Luisa Coppel (María II)             | Roberto de Cima                          |                                           |                                                           |
| 1919 |                                                   | María Urriolagoitia (María III)           | Migue Ángel Beltrán                      |                                           |                                                           |
| 1920 |                                                   | Ernestina Vargas (Ernestina I)            | Claudio Beltrán                          |                                           |                                                           |
| 1921 |                                                   | Laura Arcéluz (Laura I)                   | Roberto Coppel                           |                                           | Evangelina Díaz de León (Evangelina I)                    |
| 1922 |                                                   | Adelaida Ortega (Adelaida I)              | Edmundo Avendaño                         |                                           |                                                           |
| 1923 |                                                   | Carmen Sarabia (Carmen I)                 | Leopoldo Farías                          |                                           |                                                           |
| 1924 |                                                   | Concepción Vega Millán (Concepción I)     | Eduardo Pérez Valdés                     |                                           | Rosalba Lorda (Rosalba I)                                 |
| 1925 |                                                   | Martha de Cima (Martha I)                 | Martín Patrón                            | Margarita Cruz (Margarita I)              | Julieta Lorda (Julieta I)                                 |
| 1926 |                                                   | Julieta González (Julieta I)              | Arturo Ortíz                             |                                           |                                                           |
| 1927 |                                                   | Carmen Gibsone (Carmen II)                | Bernardo Corvera                         |                                           | Ana Luisa Unger (Ana I)                                   |
| 1928 |                                                   | María Alvarado (María IV)                 | Manuel Cano                              | María Alvarado como María I               |                                                           |
| 1929 |                                                   | Julieta González (repite)                 |                                          |                                           |                                                           |
| 1930 |                                                   | Bertha Urriolagoitia (Bertha I)           |                                          |                                           |                                                           |
| 1931 |                                                   | Maria Emilia Milán (María V)              |                                          |                                           |                                                           |
| 1932 |                                                   | Josefina Laveaga (Josefina I)             |                                          |                                           |                                                           |
| 1933 |                                                   | María Teresa Tirado (María VI)            |                                          |                                           |                                                           |
| 1934 |                                                   | Beatriz Blancarte (Beatriz I)             |                                          | Beatriz Blancarte como Beatriz I          |                                                           |
| 1935 |                                                   | Bertha Ruffo (Bertha II)                  |                                          |                                           |                                                           |
| 1936 |                                                   | Adela Bohner (Adela II)                   |                                          |                                           |                                                           |
| 1937 |                                                   | Venancia Arreguí (Venancia I)             |                                          | Ana María Alatorre (Ana I)                |                                                           |
| 1938 |                                                   | Amelia Ernestina Duhagón (Amelia I)       |                                          | Dora Gudelia Aspinwall (Dora I)           |                                                           |
| 1939 |                                                   | Alicia Haas (Alicia I)                    |                                          | Alicia Coppel (Alicia I)                  |                                                           |
| 1940 |                                                   | Isabel Coppel (Isabel I)                  |                                          | Lucila Medrano (Lucila I)                 |                                                           |
| 1941 |                                                   | Adelina Marín (Adelina I)                 |                                          | Laura Delia Hass (Laura I)                |                                                           |
| 1942 |                                                   | Gloria Arregui (Gloria I)                 |                                          | María Luisa Espinoza (María II)           |                                                           |
| 1943 | Carnaval de la Victoria                           | Laura Elena Venegas (Laura II)            |                                          | Dora Gastelum (Dora II)                   |                                                           |
| 1944 |                                                   | Lucila Medrano (Lucila I)                 |                                          | Carmina de Rueda (Carmina I)              |                                                           |
| 1945 |                                                   | Gloria Pérez Echegaray (Gloria II)        |                                          | Gloria Pérez Echegaray como Gloria I      |                                                           |
| 1946 |                                                   | Gloria Osuna (Gloria III)                 |                                          | Esther Coppel (Esther I)                  |                                                           |
| 1947 |                                                   | Rosa María Olmeda (Rosa I)                |                                          | Rosa María Olmeda como Rosa I             |                                                           |
| 1948 |                                                   | Cuquita Cruz (Cuquita I)                  |                                          | Liliana Martínez (Liliana I)              |                                                           |
| 1949 |                                                   | Anita Osuna (Anita I)                     |                                          | Martha Benítez (Martha I)                 |                                                           |
| 1950 |                                                   | Olga Otañez Elenes (Olga I)               |                                          | María Elena Patrón (María III)            |                                                           |
| 1951 |                                                   | Rosario Barraza (Rosario I)               |                                          | Rosario Barraza como Rosario I            |                                                           |
| 1952 |                                                   | Dora González Guereña (Dora I)            |                                          | Dora González Guereña como Dora III       |                                                           |
| 1953 |                                                   | Emilia Carreón Cornejo (Emilia I)         |                                          | Emilia Carreón Cornejo como Emilia I      |                                                           |
| 1954 |                                                   | Teresa Osuna Righetti (Teresa II)         |                                          | Teresa Osuna Righetti como Teresa I       |                                                           |
| 1955 |                                                   | Teresa Gómez Millán (Teresa III)          |                                          | Teresa Gómez Millán como Teresa II        |                                                           |
| 1956 |                                                   | Lupita Rosa Bastidas (Lupita I)           |                                          | Jannette Collard (Jannette I)             |                                                           |
| 1957 |                                                   | Rosa Osuna Righetti (Rosa II)             |                                          | Lucila Llausás (Lucila II)                |                                                           |
| 1958 |                                                   | Anabella González Guereña (Anabella I)    |                                          | Anabella González Guereña como Anabella I |                                                           |
| 1959 |                                                   | Martha Cecilia Tirado (Martha II)         |                                          | Martha Cecilia Tirado como Martha II      |                                                           |
| 1960 |                                                   | Lupita Rosete Aragón (Lupita II)          |                                          | Lupita Rosete Aragón como Lupita I        |                                                           |
| 1961 |                                                   | Anita de Rueda Alatorre (Anita II)        |                                          | Alma Valadés (Alma I)                     |                                                           |
| 1962 | Mare, amore e fantasía                            | Isela Wong Ramos (Isela I)                |                                          | Hortencia Freeman (Hortencia I)           |                                                           |
| 1963 | Fantasía en la riviera                            | Lucina Rosete Aragón (Lucina I)           |                                          | Elba Alicia Tostado (Elba I)              |                                                           |
| 1964 | Fantasía Oriental                                 | Lupita Osuna (Lupita III)                 |                                          | Loreta de Rueda (Loreta I)                |                                                           |
| 1965 |                                                   | Martha Rochín (Martha III)                | Adolfo Güemes (Tío Pifas)                | María Elena Rodríguez (María IV)          |                                                           |
| 1966 |                                                   | Laura Fárber Loaiza (Laura III)           | Salvador Curiel (Lotario I)              | Ruth Avilés (Ruth I)                      |                                                           |
| 1967 | Fantasía de otros tiempos                         | Vicky Tirado Almada (Vicky I)             |                                          | Socorrito Cruz Corona (Socorrito I)       |                                                           |
| 1968 | La vuelta al mundo en pos de la alegría           | Irma Tirado Canizalez (Irma I)            | Rodolfo Ramos (El Chocolate)             | Patricia Guevara (Patricia I)             | Perla González (Perla I)                                  |
| 1969 | Carrousel de fantasía europea                     | Adelina Álvarez Sandoval (Adelina II)     | José Luis Flores (Kid Turista)           | Juany Arámburo Zataraín (Juany I)         | Laura Elena Ponzo (Laura I)                               |
| 1970 | El mayor espectáculo sobre la tierra              | Libia Zulema López (Libia I)              | José Trinidad Aldás (El Conejo)          | Cristina Reynaud (Cristina I)             | Fabiola Guzmán Uzeta (Fabiola I)                          |
| 1971 | Las mil y un fantasías                            | Rosa María Nafarrate (Rosa III)           |                                          | Rosa María López (Rosa II)                | Irasema González (Irasema I)                              |
| 1972 | Había una vez...                                  | Elvira Gloria Torrero (Elvira II)         |                                          | Alma Rosa Chio (Alma II)                  | María Isabel Álvarez (María I)                            |
| 1973 | Las grandes joyas de la canción                   | Gabriela Rivera Unger (Gabriela I)        |                                          | Lupita Elorriaga (Lupita II)              | Denisse Díaz Salcido (Denisse I)                          |
| 1974 | Al compás de la ilusión                           | María Teresa Bastidas (María V)           |                                          | Celia Chio Cortés (Celia I)               | Carmen Olimpia Hernández (Carmen I)                       |
| 1975 | La alegría es el color del mundo                  | Yolanda de Rueda Alatorre (Yolanda I)     | Jorge Mata (Babalú)                      | July McLennan Huerta (July I)             | Paulina Carrillo Collard (Paulina I)                      |
| 1976 | Noches de Mazatlán                                | Eleonora Margarita Aguilar (Eleonora I)   | Teófilo Montes (Macho-Macho)             | Karla Henderson (Karla I)                 | Isaura Rendón Osuna (Isaura I)                            |
| 1977 | Mil rostros tiene la danza                        | María de los Ángeles Torres (María VI)    | Jesús Vega García (El Tambito I)         | Lucy Favela (Lucy I)                      | Magalí Arnold (Magalí I)                                  |
| 1978 | Un almanaque de aventuras                         | Perla González García (Perla I)           | Armando Osuna (El Boyte)                 | Lorena Xibillé (Lorena I)                 | Teresa Velázquez Lizárraga (Teresa I)                     |
| 1979 | Mascarada, amor y fantasía                        | Patricia Gorostiza Nelson (Patricia I)    | Daniel Herrera (Sanfarinfas)             | Sonia del Carmen González (Sonia I)       | Ana Lizzete López (Ana II)                                |
| 1980 | El esplendor de cinco continentes                 | Ana Isabel Magdaleno (Ana I)              | Héctor Manuel Mendoza                    | Cielo Rosa Elorriaga (Cielo I)            | Guillermina Blancarte Osuna (Guillermina I)               |
| 1981 | El maravilloso mundo de la fantasía               | Gladys del Carmen Sánchez (Gladys I)      | José Ángel Lizarraga (Papucho)           | Georgina Reyes Guerra (Georgina I)        | Brissia Marina Covarrubias (Brissia I)                    |
| 1982 | Fantasía de los siete mares                       | Rocío Molina Malacón (Rocío I)            | Jerónimo Marco (El Pirata)               | Irma Guadalupe Ríos (Irma I)              | Rosina del Carmen (Rosina I)                              |
| 1983 | Música, amor y serpentinas                        | María Teresa Osuna (María VII)            | Juan Diego Páez (El Ostión Feliz)        | Celeste Margarita Ojeda (Celeste I)       | Ivette Ernestina Ramos (Ivette I)                         |
| 1984 | El deslumbrante reino del espectáculo             | Elizabeth Carrillo Iturrios (Elizabeth I) | Víctor Manuel Chavarín                   | Marisela Tirado Vizcarra (Marisela I)     | Martha Citlali Burgueño (Martha I)                        |
| 1985 | Un brindis al pasado                              | Laura Almada Valdez (Laura IV)            | Adán López (El Morsa)                    | Herlinda Bercellino (Herlinda I)          | Gabriela Tirado Rivera (Gabriela I)                       |
| 1986 | Donde los sueños se hacen realidad                | Laila Rodríguez Bosch (Laila I)           | José Manuel Orozco (El Compadre)         | Lupita Rosa Zataraín (Lupita III)         | Adriana Tirado Rivera (Adriana I)                         |
| 1987 | El oro de la fantasía                             | Katia Hahn Ramírez (Katia I)              | Pedro Sarabia (El Chuco)                 | Laura Rojo Fárber (Laura II)              | Linda de Rueda Cevallos (Linda I)                         |
| 1988 | Las maravillas del mundo                          | Rebeca Barros de Cima (Rebeca I)          | El Pollero Salas                         | Ana Fabiola Osuna (Ana II)                | Emilia Sofía Cevallos (Emilia I)                          |
| 1989 | Hollywood inolvidable                             | María del Rosario Simancas (María VIII)   | Ramón Loaiza (El Salvaje)                | Gladys América López (Gladys I)           | Elba María Alcalá (Elba I)                                |
| 1990 | Si lo supiera Versalles                           | Rocío del Carmen Lizarraga (Rocío II)     | José Ramón Salas Casillas (El Chino)     | Libia Zulema Farriols (Libia I)           | Elena Mier de Rueda (Elena I)                             |
| 1991 | Que me siga la tambora                            | Leticia Arellano Rentería (Leticia I)     | José Ramón Serrano (El Puma)             | Lolita Madueño (Lolita I)                 | Vanessa Álvarez Pelayo (Vanessa I)                        |
| 1992 | Viva América                                      | Katia Berenice Morales (Katia II)         | Arturo Tello                             | Delia Alejandra Montaño (Delia I)         | Laura Dafné Constantino (Laura II)                        |
| 1993 | Del mito al mitote                                | Amina Blancarte Tirado (Amina I)          | Oscar Valdés                             | Celia Jáuregui Ibarra (Celia II)          | Bianca Pescador (Bianca I)                                |
| 1994 | Mazatlán de mis recuerdos                         | Celia Gloria Chávez (Celia I)             | Jorge Alfredo Gallegos                   | Karina Lizette López (Karina I)           | Loreto Margarita Herrera (Loreto I)                       |
| 1995 | Fiestas y tradiciones de México                   | Lissy María Bernal (Lissy I)              | Alonso Casillas (El Choncho)             | Esmeralda Magaña (Esmeralda I)            | Chantal Alejandra Morales (Chantal I)                     |
| 1996 | Los orígenes                                      | Abris Ileana Tiznado (Abris I)            | Pely I                                   | Karla Arámburo (Karla II)                 | Miriam Anaid Ibarra Trewartha (Miriam I)                  |
| 1997 | La evolución                                      | Linda de Rueda Cevallos (Linda I)         | Jesús Morales (Chuyito I)                | Paloma Palacios (Paloma I)                | Silvia Arce García (Silvia I)                             |
| 1998 | El primer siglo                                   | Claudia Yahaira Osuna (Claudia I)         | Miguel Higuera (El Cafetero Asoleado)    | Alma Angélica Loaiza (Alma III)           | María Luisa Sahagún (María II)                            |
| 1999 | Vientos de Epopeya                                | Lai Hing Audelo Chio (Lai I)              | Mario Medina (El Tequilero)              | Tania Juracy Álvarez Mexía (Tania I)      | Adriana Alfonsina Vizcarra (Adriana II)                   |
| 2000 | Carnaval del Milenio                              | Pamela Farriols López (Pamela I)          | Julio Preciado                           | Jazmín Malcampo (Jazmín I)                | Siu Yin Audelo (Siu I)                                    |
| 2001 | Y que suene la música                             | Estrella Palacios Domínguez (Estrella I)  | Daniel Osuna                             | Karina Dueñas Loubet (Karina II)          | Aída García Verde (Aída I)                                |
| 2002 | Pasión por los carnavales                         | Rocío Sarahí Osuna (Rocío III)            | Ángel Javier Rembao                      | Fabiola Ortega Ramos (Fabiola I)          | Ana Paola Loaiza y Aram Filiberto Páez (Ana III y Aram I) |
| 2003 | Luces, cámara, tradición                          | Adriana Berenice Ramírez (Adriana I)      | José Ángel Ledezma (El Coyote)           | Geovana Isaai Bernal (Geovana I)          | Chi Mei Key Burgueño (Chi I)                              |
| 2004 | Gloria y Esplendor                                | Miriam Jazmín Bayardo (Miriam I)          | Julián Guadalupe Osuna (El Compa Julián) | Rosy Beltrán (Rosy I)                     | Valeria Osuna (Valeria I)                                 |
| 2005 | Al calor de su gente                              | Alexia Medrano Henderson (Alexia I)       | Gerardo López Torres                     | Armida Benítez Olivas (Armida I)          | Dulce María Osuna (Dulce I)                               |
| 2006 | Espíritus de mar y viento                         | Ana Carolina Escobar (Ana II)             | Aarón González González                  | Karina Xibillé (Karina III))              | Micaela Harris Montalvo (Micaela I)                       |
| 2007 | Hechizos de Puerto Viejo                          | Lucia Aikens Sánchez (Lucia I)            | Saúl Maldonado (El Azul de la Banda)     | Nallely Navarro (Nallely I)               | Imelda Fabiola Aguiluz (Imelda I)                         |
| 2008 | Historias Lejanas                                 | Olga Rodríguez Koniukh (Olga II)          | Gregorio Romero                          | Yolanda Guadalupe Nevárez (Yolanda I)     | Arantxa Marcela Tirado (Arantxa I)                        |
| 2009 | Fantasía Universal                                | Wendy Ponce Peraza (Wendy I)              | Banda El Recodo                          | Corina Beltrán (Corina I)                 | Yuliana Preciado (Yuliana I)                              |
| 2010 | ¡Con fervor patrio!                               | Astrid Macías Fregoso (Astrid I)          | Thomas Antonio (El Centenario)           | Karen Tirado (Karen I)                    | Karime Zulema de la Cruz (Karime I)                       |
| 2011 | El retorno de las Musas                           | Abigaíl García García (Abigaíl I)         | Bernardo Camacho                         | Vanessa Gurrola (Vanessa I)               | Gina Dalai Peñuelas (Gina I)                              |
| 2012 | La Fiesta de los Imperios                         | Karla Álvarez Centeno (Karla I)           | Victor Alcalde                           | Astrid Virginia Tirado (Astrid I)         | Maritrini Loaiza Loaiza (Maritrini I)                     |
| 2013 | La Linterna Mágica                                | Karen Cabrales (Karen I)                  | Iván Romero                              | Lidia Rojas (Lidia I)                     | Sachenka Gutiérrez (Sachenka I)                           |
| 2014 | Litoralia: La piel del mar                        | Lorena Lizárraga (Lorena I)               | Adolfo Blanco (El Artista)               | Marcela Valdez (Marcela I)                | Zuszet Guevara (Zuszet I)                                 |
| 2015 | Los sueños de Momo                                | Rocío Uribe (Rocío IV)                    | Francisco Garay                          | Marcela Soto (Marcela II)                 | Danna Guevara (Danna I)                                   |
| 2016 | Mazatlántida: la alegoría que emergió de las olas | Daniela Farriols (Daniela I)              | Bernardo Camacho Bernardo II             | Blanca Herrera (Blanca I)                 | Emilia Contreras (Emilia I)                               |
| 2017 | De alebrijes y Dragones                           | Viviana Carolina (Viviana I)              | Jorge Luna Jorge II                      | Rossina Yáñez (Rossina I)                 | Ivanna Villela Dozal (Ivanna I)                           |
| 2018 | Patasalada: El circo de los talentos              | Alexa Mendez (Alexa I)                    | Tulio Martinez Tulio I                   | Sofia Briseño (Sofia I)                   | Gretel Ochoa (Gretel I)                                   |
| 2019 | Equinoccio: El renacer de los sentidos            | Karla Rivas (Karla II)                    | Roberto Tirado (Roberto III)             | Yamile Zatarain (Yamile I)                | Dania Zataraín (Dania I)                                  |
| 2020 | Somos América: Pasión, alegría y esperanza        | Libia Gavica Farriols (Libia II)          | Paco Vazga (Paco I)                      | Brianda Lizárraga (Brianda I) (Queen B)   | Valentina Íñiguez (Valentina I)                           |
| 2021 | Cancelado por pandemia de COVID-19 en el mundo    | Libia Gavica (Libia II)                   | Paco Valga (Paco I)                      | Brianda Lizarraga (Brianda I) (Queen B)   | Valentina Iñiguez (Valentina I)                           |
| 2022 | Lanao                                             | Carolina Perez                            | Obed Ibarra                              | Ivanna Matamoros                          | Scarleth Valenzuela (Scarleth I)                          |
| 2023 | Dejavu                                            | Alejandra Tirado                          | Victor Quiroz                            | Uma Ramirez                               | Melanie Alarcón (Melanie I)                               |
| 2024 | Eclipse Barroco                                   | Carolina Ruelas (Carolina III)            | Héctor Limón (Héctor II)                 | Siu Ling (Siu I)                          | María Paula Velarde                                       |